# Edward Ciszkiewicz
Edward Ciszkiewicz,, właśc. Antoni Edward Ciszkiewicz (ur. 1866 w Paryżu, zm. 9 stycznia 1942 w Warszawie) – polski ogrodnik miasta, publicysta.

## Życiorys
Był synem Kleta Alfreda Ciszkiewicza (zm. 1886) i Józefiny z domu Hibert, a także pasierbem Teresy Ciszkiewicz. W 1888 ożenił się z Bronisławą z domu Dembowską. Wychowywał się we Francji, gdzie ukończył 7 klas szkoły realnej, a następnie Szkołę Ogrodniczą w Warszawie. Odbywał praktyki zawodowe odbył w kraju i za granicą. W Polsce był dyrektorem ogrodu dóbr Krośniewice, pracował jako pomocnik głównego ogrodnika Warszawy, był kustoszem Parku Saskiego, pełnił opiekę nad Łazienkami Królewskimi oraz pełnił funkcję sekretarza Towarzystwa Ogrodniczego Warszawskiego. W latach 1916–1921 był dyrektorem Łódzkich Plantacji Miejskich, zastępując na tym stanowisku Juliana Grądzkiego. Ponadto publikował w prasie branżowej na łamach „Ogrodnictwa” oraz „Ogrodnika Polskiego”. Był zaangażowany w lokalne łódzkie przedsięwzięcia, był m.in. przewodniczącym Komisji Dekoracyjnej przy Komitecie Obchodu Kościuszkowskiego w 1917.
Pochowany został na cmentarzu w Wilanowie.

## Realizacje
- Park majątku Badowo Mściska koło Mszczonowia[8] (1909)[10],
- Park Skaryszewski (kierownik robót, realizacja w latach: 1906–1922, wg projektu Franciszka Szaniora)[11][12][13],
- Park im. J. Matejki w Łodzi (1924, współautor: Zygmunt Hellwig),
- przebudowa parku Źródliska I w Łodzi (1923–1925),
- Park im. Józefa Piłsudskiego w Łodzi (1919–1939, realizowany początkowo wg projektu Ciszkiewicza i braci Zajkowskich, dokończony wg projektu Stefana Rogowicza)[14]
- Park 3 Maja w Łodzi[15].